# Estació de Monumental
Monumental és una estació de la L2 del Metro de Barcelona situada sota el carrer de la Marina al districte de l'Eixample de Barcelona, i de tramvia de la línia T4 situada a l'avinguda Diagonal. L'estació de metro es va inaugurar el 1995 com a part del primer tram de la L2 entre Sant Antoni i Sagrada Família. L'estació de tramvia es va inaugurar el 10 de novembre del 2024.

## Història
L'estació de metro es va projectar el 1966, el Pla de Metros planificava un perllongament de la línia II entre Sagrada Família i Paral·lel. Els treballs de la línia s'iniciaren el 1969. El 1973 la tuneladora es topà amb dificultats a la zona de l'estació aturant-ne la construcció. Les obres de la línia quedaren sense cloure degut a problemes financers arran del fort increment del preu del petroli i la crisi econòmica que originà, fent que es prioritzesin altres extensions del metro.
El 1991 es repreneren les obres i entrà en funcionament el 25 de setembre de 1995 com estació de la nova línia 2, en el tram inaugural entre Sagrada Família i Sant Antoni.

## Serveis ferroviaris
| Metro de Barcelona     |         |       |                 |                        |
| Procedència/Destinació | <       | Línia | >               | Procedència/Destinació |
| Paral·lel              | Tetuan  |       | Sagrada Família | Badalona Pompeu Fabra  |
| Trambesòs              |         |       |                 |                        |
| Verdaguer              | Sicília |       | Glòries         | Estació de Sant Adrià  |

## Accessos
- Carrer Marina - Carrer Diputació